# Puerta del Sol (Toledo)
Puerta del Sol è una porta cittadina di Toledo, Spagna. Fu realizzata nel XIV secolo dai Cavalieri Ospitalieri.
Il medaglione sopra l'arco della porta raffigura la consacrazione di Ildefonso di Toledo, di stirpe visigota, patrono di Toledo. Il nome della porta viene dal sole e dalla luna che una volta erano dipinti su entrambi i lati del medaglione.

## Descrizione
La porta è in stile mudéjar e fu realizzata per consentire l'accesso nella città fortificata; si tratta di una porta di carattere commemorativo, influenzata dallo stile dei Nasridi. L'arco di accesso è a ferro di cavallo, seguito da un arco a ferro di cavallo appuntito. È costruito in pietra a vista e muratura. I merli e il fregio della porta sono di mattoni. Gli archi sono lobati e intrecciati.